# Міхаель-Йоганн фон дер Борх
Міхае́ль-Йога́нн фон дер Бо́рх (нім. Michael Johann von der Borch; 20 червня 1751 — 28 грудня 1810) — державний і військовий діяч Речі Посполитої, громадський діяч Російської імперії. Представник німецького шляхетського роду Борхів. Генеральний обозний Великого князівства Литовського (1781), генерал-лейтенант. Староста люцинський, воєвода белзький (1787—1791). Граф (1783). Меценат, колекціонер; геолог, мінералог. Іноземні прочитання імені — Міхал-Ян Борх (пол. Michał Jan Borch), Михаїл Іванович Борх (рос. Михаил Иванович Борх).

## Життєпис
Народився у 1751 року в Варкланді, Лівонія, у маєтку німецького лицарського роду Борхів. Син польського великого канцлера Йоганна-Андреаса фон дер Борха. Отримав французьке виховання, став вояком. 1772 року отримав від батька відступив Люцинське староство.
В 1776-1777 роках подорожував до Італії, відвідав Сицилію, як мальтійський лицар — Мальту.
В січні 1781 став обозним литовським, вважав посаду замалою, домагався вищих, погрожуючи перейти на службу до Австрії чи Росії.
1783 року отримав титул графа Священної Римської імперії.
1784 року на сеймі в Гродно король назвав його «зрадником».
Любив перебувати в Ризі, тут мав намір одружитись з донькою російського генерал-губернатора Брауна (Бровнера). Звертався за протекцією до впливових московитів в С. Петербурзі. Претензійний, зарозумілий; в 1785 запропонував королю видати його «Collection complète des oeuvres de Mr le Comte de Borck» (36 томів); король відмовився, бо вважав кращим мати праці Вольтера, енциклопедії. Мав конфлікт зі швагром Конст. Казімєжем Платером через спадок матері.
1787 року призначений белзьким воєводою, хоча просив посаду в Лівонії, де мав власність, приятелів.
Під час великого сейму був прихильником Станіслава Малаховського та Потоцьких, радив королю «любити» їх.
На початку 1791 подав у відставку з посади белзького воєводи, відійшов від політики. Осів у резиденції в Варкладнському палаці (сучасні Варакляни, Латвія). Його природнича колекція в 1870 році потрапила до Курляндського музею, бібліотека — в 1868 до сусідньої резиденції Маріензеє. В цьому маєтку заклав «Сентиментальний сад» з вівтарями, святинями «слави і цноти», бюстами Яна III, Станіслава Августа, відомих поляків, власних предків. Був близький із єзуїтами.
Автор багатьох наукових праць, зокрема, з природничих наук, геології, мінералогії; перекладів. Праці друкувалися в Турині, Палермо, Берні, Варшаві, Ризі, Базелі та ін. Склав поему про власний «Сентиментальний сад», вийшла французькою 1795 року у Варшаві.

## Праці

### Основні роботи
- Ode... pour la séance publique du premier d'Avril de la conversation galante de Monsieur le prince di Campofranco..., Palermo 1777 (tytuł i tekst franc. i przekł. włoski); wyd. następne: Warszawa brak roku wydania; przekł. włoski: A. A. Gentile, wyd. razem z tekstem franc., Palermo 1777
- Lettres sur la Sicile et sur l'île de Malthe... écrites en 1777. Pour servir de supplément au voyage en Sicile et à Malthe de Monsieur Brydonne, t. 1-2, Turyn 1782; przekł. niemiecki: F. A. C. Werthes, Bern 1785; przekł. polski: Michał Jan Borch, Listy o Sycylii i Malcie, przeł., oprac. i wstęp A. Szatyńska-Siemion, I.Z. Siemion, Warszawa 2015
- Lythologie sicilienne ou Catalogue raisonné de toutes les pierres de la Sicile propres à embellir le cabinet d'un amateur, Neapol 1777
- Lythologie sicilienne, en connaissance de la nature des pierres de la Sicile, suivie d'un discours sur la Catcara de Palerme, Rzym 1778, (dedykowane papieżowi Piusowi VI)
- Minéralogie sicilienne docimastique et métallurgique ou Connaissance de tous les minéraux que produit l'île de Sicile, avec les détails des mines et des carrières et l'histoire des travaux anciens et actuels de ce pays. Suivie de la minér-hydrologie sicilienne, ou la description de toutes les eaux minérales de la Sicile, Turyn 1780
- Lettres sur les truffes du Piémont, écrites en 1780, Mediolan 1780
- "Głos JW Imci Pana... oboźnego WXLiit. jako posła z Ksiestwa Inflanckiego w izbie poselskiej w dniu 28 octobra a. 1786 miany", brak miejsca wydania (1786)
- Victor Amédée. Tragédie en 5 actes et en vers, par l'auteur de la Minéralogie sicilienne, Warszawa 1789
- La Stanislaĭde ou l'Heureuse délivrance de Stanislas II roi de Pologne. Poème, Warszawa 1791, (dedykowane Stanisławowi Augustowi)
- Histoire de la vie de George de Browne, comte de Saint-Empire, gouverneur général de Livonie et d'Esthonie, Ryga 1794, (autorstwo błędnie przypisywane również hr. O. E. Medemowi), przekł. niemiecki: L. Schubert Leben des Reichsgrafen Georg v. Browne, General-Gouverneur von Liefland und Esthland. Aus dem Französischen, mit einer Vorrede, Ryga 1795
- Jardin sentimental du château de Warkland dans le Comté de Borch en Russie Blanche, (Warszawa) 1795
- La Fidélité récompensée, Rzym brak roku wydania
- Vers françois pour l'académie des pasteurs hereniens, Palermo (tytuł i tekst franc. i przekł. włoski); wyd. następne: Warszawa brak roku wydania; przekł. włoski: S. Crescimanno, wyd. razem z tekstem franc., Palermo; wyd. następne: Warszawa brak roku wydania
- drobne wiersze franc. Borcha ogł. Journal Polonais (1770, zeszyt: 2-3).

### Переклади
- M. Ch. Wieland: Obéron. Poème en 12 chants, traduit de l'allemand, Bazyleja 1798.

### Редагування
- G. Forsyth: Uwagi nad chorobami, wadami i uszkodzeniami wszelkiego gatunku drzew owocowych i do budowy zdatnych,z sposobem ich leczenia. Odkrytym i używanym przez Gwilhelma Forsyth, ogrodnika króla Imci angielskiego w Kensington, Warszawa 1791.

### Листи
- Wyjątki listów do Stanisława Augusta, ogł. B. Zaleski: "Korespondencja krajowa Stanisława Augusta z l. 1784-1792", Rocznik Towarzystwa Historyczno-Literackiego w Paryżu. Rok 1870-1872, Poznań 1872 i odb.
- Autografy kilkuset listów w Bibliotece Czartoryskich, sygn.: 655, 696-697, 722
- Prośba o dymisję do Stanisława Augusta z roku 1791, rękopis: Biblioteka Jagiellońska, sygn. 6147/I.

## Сім'я

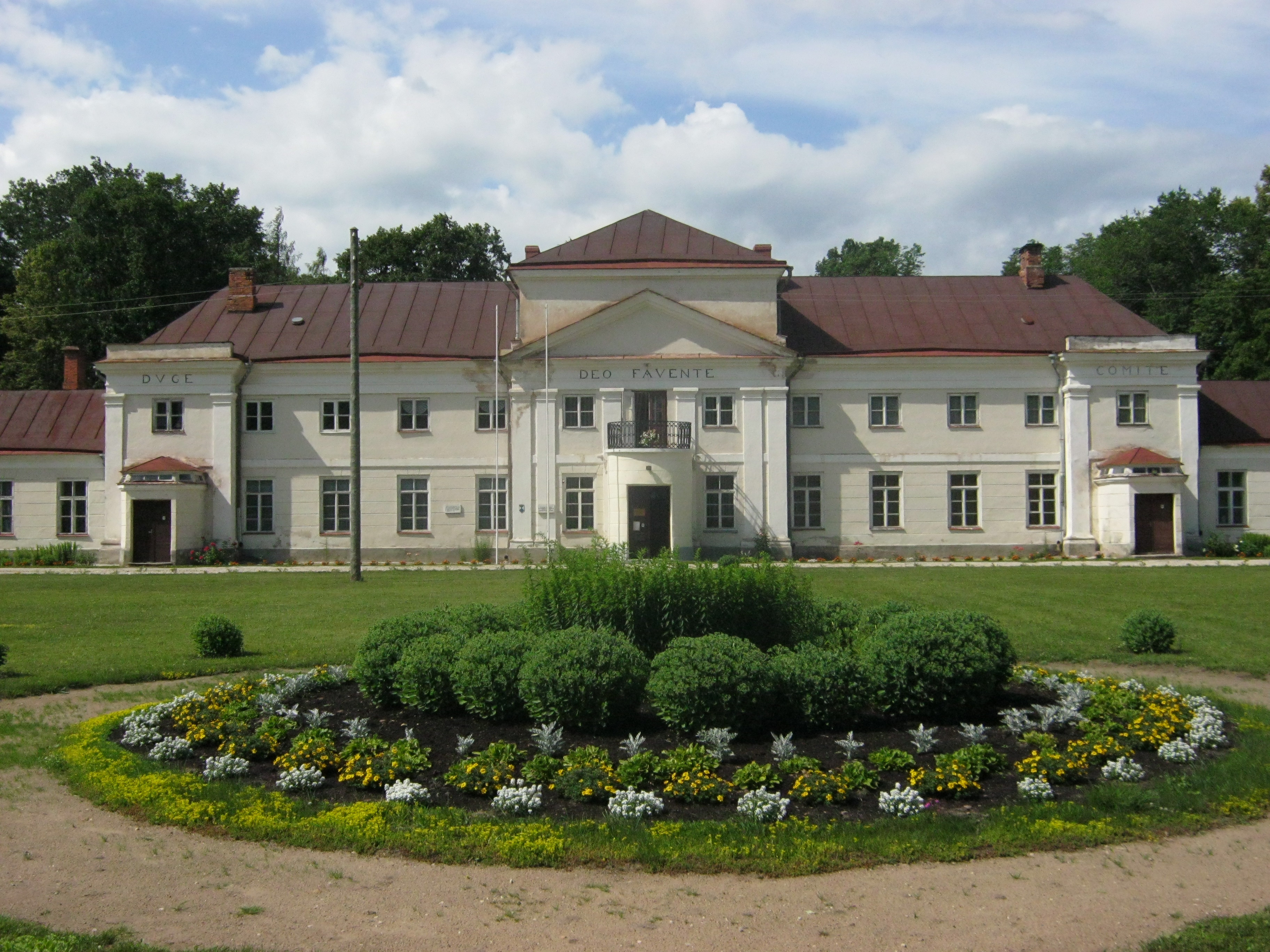
Варкландський палац Міхаеля Борха (Варакляни, Латвія)

- Батько: Йоганн-Андреас фон дер Борх
- Матір: Людвіка-Анна фон Зиберг (? — 1789)
- Дружина — Елеонора Браун, донька генерал-губернатора ірландського походження.
- Сини:
  - Кароль Єжи Борх (1798 — 12 грудня 1861, Париж) — поручник російської гвардії, президент І-го департаменту головоного суду Вітебська, маршалок шляхти Вітебської губернії
  - Олександр фон дер Борх